# Symphytognatha carstica
Symphytognatha carstica is een spinnensoort uit de familie Symphytognathidae. De soort komt voor in Brazilië.